# Танабе (Вакаяма)
Танабе (яп. 田辺市, たなべし, танабе сі) — місто в Японії, у південній частині префектури Вакаяма.
Засноване 20 травня 1945 року шляхом об'єднання таких населених пунктів:
- містечка Танабе повіту Нісімуро (西牟婁郡田辺町)
- села Сімохая (下芳養村)

Віддавна Танабе було важливим транспортним пунктом на шляху до святинь Кумано. У середньовіччі його називали портом Муро (牟婁津, муро-но-цу) і вважали батьківщиною легендарного ченця-богатиря Мусасібо Бенкея. У 12–16 століттях ця місцевість була базою куманівських піратів, а в період Едо (1603–1867) тут містився замок роду Андо, старійшин Вакаяма-хана.
Сучасне Танабе — осередок переробки морепродуктів і великий туристичний центр. Головними окрасами міста є Куманоський шлях і велике святилище Кумано. Популярне місце відпочинку — численні гарячі ванни на термальних водах.

## Клімат
Місто знаходиться у зоні, котра характеризується вологим континентальним кліматом з теплим літом. Найтепліший місяць — серпень із середньою температурою 21.7 °C (71 °F). Найхолодніший місяць — січень, із середньою температурою -2.2 °С (28 °F).
| Клімат Танабе           | Клімат Танабе | Клімат Танабе | Клімат Танабе | Клімат Танабе | Клімат Танабе | Клімат Танабе | Клімат Танабе | Клімат Танабе | Клімат Танабе | Клімат Танабе | Клімат Танабе | Клімат Танабе | Клімат Танабе |
| Показник                | Січ.          | Лют.          | Бер.          | Квіт.         | Трав.         | Черв.         | Лип.          | Серп.         | Вер.          | Жовт.         | Лист.         | Груд.         | Рік           |
| Середній максимум, °C   | 0             | 1             | 4             | 11            | 17            | 19            | 23            | 25            | 22            | 16            | 10            | 4             | 12            |
| Середня температура, °C | −2            | −2            | 0             | 7             | 12            | 15            | 20            | 22            | 17            | 11            | 6             | 0             | 8             |
| Середній мінімум, °C    | −6            | −6            | −3            | 2             | 7             | 11            | 16            | 18            | 13            | 6             | 1             | −2            | 4             |
| Норма опадів, мм        | 151           | 113           | 85            | 69            | 75            | 83            | 123           | 117           | 144           | 115           | 140           | 161           | 1376          |
| ----------------------- | ------------- | ------------- | ------------- | ------------- | ------------- | ------------- | ------------- | ------------- | ------------- | ------------- | ------------- | ------------- | ------------- |
| Джерело: Weatherbase    |               |               |               |               |               |               |               |               |               |               |               |               |               |